# Geldbaum

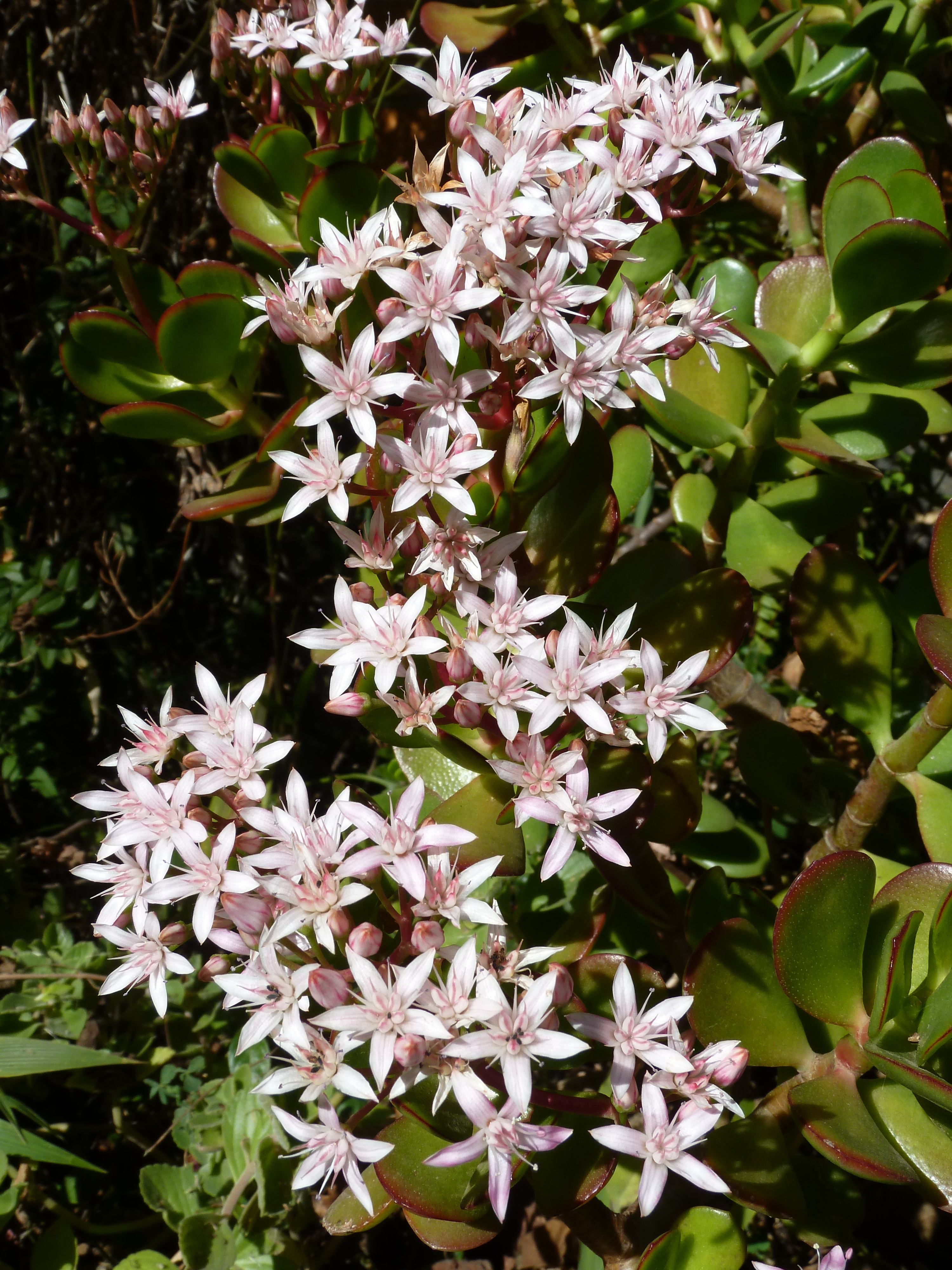
Blüten

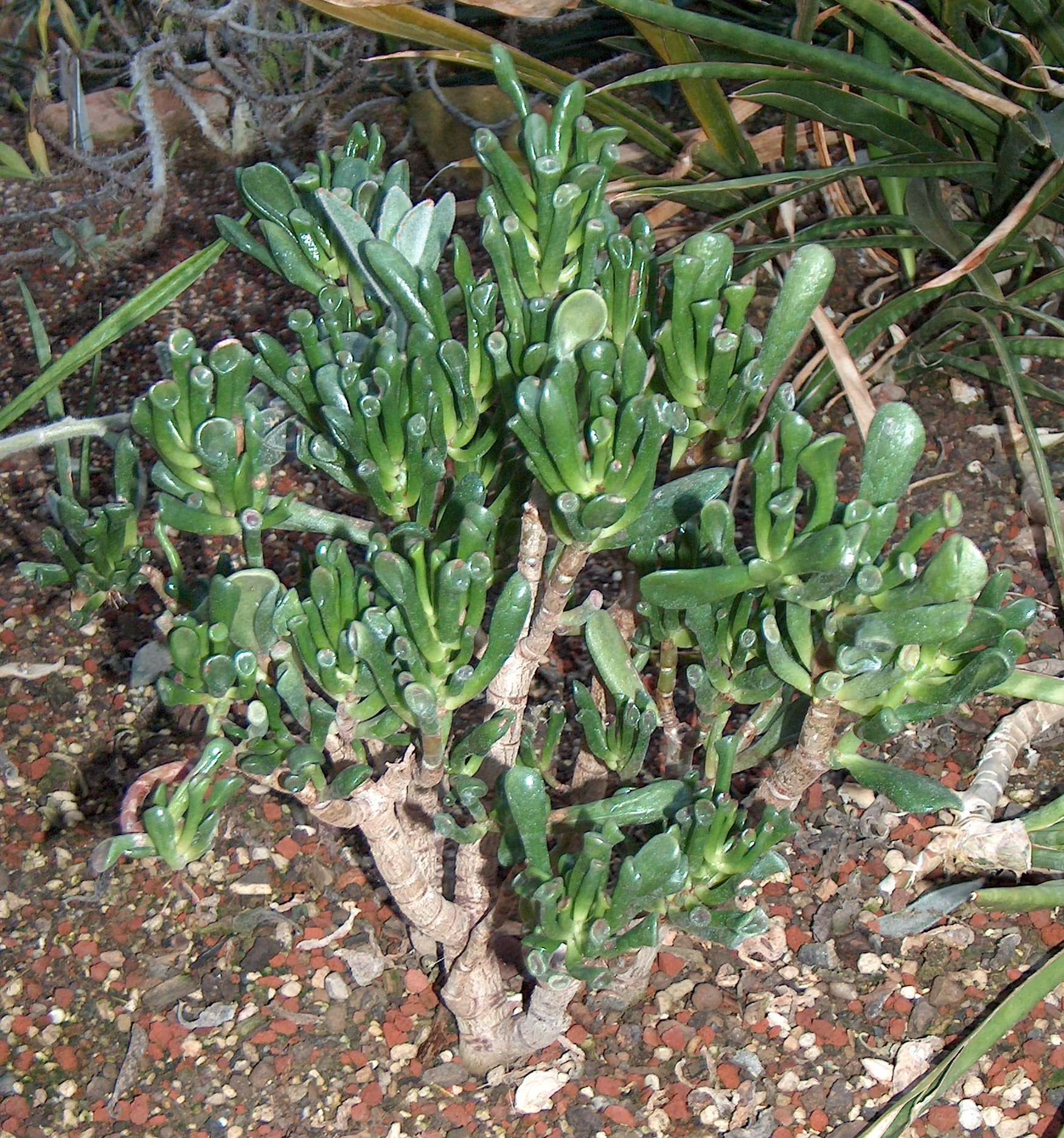
Das Cultivar Crassula ovata 'Gollum'

Der Geldbaum (Crassula ovata), auch Pfennigbaum genannt, ist eine Pflanzenart aus der Gattung Dickblatt (Crassula). Sie ist ein Florenelement der Kapflora (Capensis).

## Beschreibung

### Vegetative Merkmale
Crassula ovata wächst als aufrechter, gerundeter, dickstämmiger, stark verzweigter, immergrüner Strauch und erreicht Wuchshöhen von bis zu 2,5 Meter. Die Basis ist meist nur spärlich verzweigt. Manchmal wird ein einzelner Hauptstamm von bis zu 6 Zentimeter Durchmesser ausgebildet. Die sukkulenten Triebe sind graugrün. Die Rinde älterer Zweige schält sich in horizontalen, bräunlichen Streifen ab.
Die gegenständig angeordneten, aufsteigenden bis ausgebreiteten, grünen Laubblätter sind mit bis zu 5 Millimeter kurz gestielt. Die fleischige, kahle, verkehrt-eiförmige, an der Basis keilförmige Blattspreite ist 3 bis 9 Zentimeter lang und 1,8 bis 4 Zentimeter breit. Die Spreitenspitze ist zugespitzt und trägt häufig ein aufgesetztes Spitzchen. Die scharfkantigen Blattränder sind oft rötlich gefärbt.

### Generative Merkmale
Die Blütezeit liegt in Südafrika in den kühlen Wintermonaten von Juni bis August. Der endständige Blütenstand ist ein oben runder Thyrsus mit zahlreichen Dichasien. Er weist eine Länge sowie einen Durchmesser von etwa 5 Zentimeter auf. Der Blütenstandsstiel besitzt eine Länge von 15 bis 18 Millimeter und einen Durchmesser von 2 Millimeter. Die Blütenstiele sind 5 Millimeter lang.
Die süßlich duftenden, zwittrigen Blüten sind radiärsymmetrisch und fünfzählig mit doppelter Blütenhülle. Die fünf etwa 2 Millimeter langen Kelchblätter sind an ihrer Basis miteinander verwachsen. Die rosafarbene oder weiße Blütenkrone ist sternförmig und weist einen Durchmesser von etwa 15 Millimeter auf. Ihre lanzettlichen Kronblätter sind 7 Millimeter lang und 2,5 Millimeter breit. Die Staubfäden weisen eine Länge von 5 Millimeter auf.
Die Balgfrüchte enthalten viele winzige Samen.

## Vorkommen
Crassula ovata ist in den südafrikanischen Provinzen Ostkap und KwaZulu-Natal im „Valley Bushveld“ auf Felsen verbreitet. Das Verbreitungsgebiet reicht von Willowmore bis East London und nordwärts bis Queenstown und KwaZulu-Natal. Crassula ovata wächst vergesellschaftet mit Aloe-, Euphorbia-Arten, Portulacaria afra und anderen sukkulenten Pflanzenarten.

## Taxonomie
Die Erstbeschreibung als Cotyledon ovata erfolgte 1768 durch Philip Miller. George Claridge Druce stellte die Art 1917 in die Gattung Crassula. Ein nomenklatorisches Synonym ist Toelkenia ovata (Mill.) P.V.Heath (1993). Weitere Synonyme sind Crassula argentea Thunb. (1778), Crassula portulacea Lam. (1786), Crassula obliqua Aiton (1789), Crassula articulata Zuccagni (1806), Crassula nitida Schönland (1903) und Crassula lucens Gram (1941).

## Nutzung
Der Geldbaum wird mit einigen Ausleseformen als Zierpflanze in subtropischen Gärten und als Zimmerpflanze verwendet. Cultivare von Crassula ovata sind beispielsweise „Gollum“ und „Hobbit“.
Die Khoi und andere afrikanische Völker aßen die Wurzeln gegart. Die Blätter wurden in Milch gekocht in der Volksmedizin eingesetzt.

## Nachweise